# Animal (Muppet)
Animal is een Muppet-figuur.
Hij is de drummer van Dr. Teeth and the Electric Mayhem, de rockband die in The Muppet Show de muziek verzorgde. Hij komt ook voor in de series Muppet Babies, Muppets Tonight en in de Muppet-films.
Tijdens optredens is Animal vaak vastgeketend aan het drumstel, omdat zijn muzikale uitbarstingen extreem kunnen zijn. Door zijn wilde handelingen is hij vaak te zien in kleding met gescheurde pijpen en mouwen. Zijn interesses gaan vooral uit naar vrouwen, eten en muziek. Zijn uitspraken bestaan uit enkele woorden, zoals "Drums!", "Woman", "woman!" en "Eat now!"
Ondanks zijn beestachtig gedrag blijkt Animal een sterk culturele inslag te hebben. In de film The Great Muppet Caper wordt onthuld dat hij een voorliefde heeft voor het impressionisme, met name het werk van Pierre-Auguste Renoir.
Tot midden jaren negentig was Frank Oz de poppenspeler die Animal speelde en van zijn stem voorzag. Aangezien Oz zich steeds meer is gaan richten op een baan als regisseur, en daardoor nauwelijks tijd over had, hebben verschillende anderen het poppenspel in verscheidene producties overgenomen. Oz sprak dan naderhand de stem alsnog in. Tegenwoordig verzorgt Eric Jacobson vrijwel altijd het poppenspel en de stem. Ronnie Verrell was degene die de geluidsband van Animals drumwerk voorzag.

## Trivia
- Volgens een hardnekkig gerucht was Keith Moon, de drummer van de Britse rockband The Who, met zijn hyperactieve gedrag en drumstijl en zijn borstelige wenkbrauwen en kapsel de inspiratiebron voor de creatie van Animal.[1]. Ook Ginger Baker is wel genoemd als inspiratie.[2]
- De Nederlandse stem van Animal is Frans Limburg in The Muppets, Muppets Most Wanted, Muppets Now en Muppets Haunted Mansion.